# John Marley
John Marley (Nova Iorque, 17 de outubro de 1907 — Los Angeles, 22 de maio de 1984) foi um ator estadunidense, mais conhecido por seu papel como Phil Cavalleri no filme Love Story (Uma História de Amor) e como Jack Woltz em The Godfather (O Poderoso Chefão). Também atuou em Faces, filme dirigido pelo ator John Cassavetes.
Foi indicado ao Oscar de Melhor Ator Coadjuvante em 1971, com o filme Love Story porém perdeu para John Mills por Ryan's Daughter (A Filha de Ryan). Em 1984, Marley morreu aos 76 anos durante uma cirurgia no coração. Encontra-se sepultado no Cedar Park Cemetery, em Emerson, Nova Jérsei.

## Filmografia (parcial)
| Ano  | Título                                      | Papel              | Notas                       |
| ---- | ------------------------------------------- | ------------------ | --------------------------- |
| 1942 | Native Land                                 | Thug With Crowbar  | creditado como John Marlieb |
| 1948 | The Naked City                              | Editor             | não creditado               |
| 1958 | I Want to Live!                             | Pai Devers         |                             |
| 1963 | A Child is Waiting                          | Holland            |                             |
| 1963 | America, America                            | Garabet            |                             |
| 1963 | The Wheeler Dealers                         | Achilles Dimitros  |                             |
| 1964 | The Twilight Zone - The Old Man in the Cave | Jason              |                             |
| 1965 | Cat Ballou                                  | Frankie Ballou     |                             |
| 1968 | Faces                                       | Richard Forst      |                             |
| 1970 | Love Story                                  | Phil Cavalleri     |                             |
| 1972 | The Godfather                               | Jack Woltz         |                             |
| 1974 | Deathdream                                  | Charles Brooks     |                             |
| 1976 | W.C. Fields and Me                          | Bannerman          |                             |
| 1978 | Hooper                                      | Produtor Max Berns |                             |
| 1978 | Greatest Heroes of the Bible                | Moisés             |                             |
| 1980 | Tribute                                     | Lou Daniels        |                             |
| 1981 | The Amateur                                 | Molton             |                             |
| 1982 | Mother Lode                                 | Elijah             |                             |
| 1986 | On the Edge                                 | Elmo Glidden       |                             |